# Rockaway Park-Beach 116th Street
Rockaway Park-Beach 116th Street is een station van de Metro van New York aan het metrolijntraject van de Rockaway Park Shuttle in de wijk Rockaway, tevens een schiereiland in het uiterste zuiden van de borough Queens. De lijnen A en S maken gebruik van dit station. Voor de lijn A is dit beperkt tot 10 bedieningen per dag tijdens de spitsuren op weekdagen.
Het station bevindt zich op de hoek van Beach 116th Street en Rockway Park. Het station bevindt zich op straatniveau. Ook is er een spoor in de richting van de nabijgelegen remise. Het werd in gebruik genomen op 28 juni 1956. Rockaway Park-Beach 116th Street is een van de eindpunten van lijn A, voor die spitsuurtreinen die van dit station vertrekken en de westelijke terminus van de Rockaway Park Shuttle. Het eerstvolgende station in noordoostelijke richting is Beach 105th Street.
 ·  ·  ·  ·  ·  ·  ·  ·  · 
Van noord naar zuid: Broad Channel · Beach 90th Street · Beach 98th Street · Beach 105th Street · Rockaway Park-Beach 116th Street